# Мю-закон
Мю-закон (μ-закон) в телекоммуникациях — алгоритм аналогового сжатия, используемый в системах цифровой связи Северной Америки и Японии для модификации[какой?] динамического диапазона аналогового речевого сигнала до оцифровки. Он подобен алгоритму A-закона, используемому в Европе.
Для сигнала x μ-закон записывается следующим образом:
{\displaystyle F(x)=\operatorname {sgn}(x){\frac {\ln(1+\mu |x|)}{\ln(1+\mu )}}~~~~-1\leqslant x\leqslant 1},
где μ = 255 (8 бит) в стандартах Северной Америки и Японии.
Преобразование, обратное μ-закону, записывается так:
{\displaystyle F^{-1}(y)=\operatorname {sgn}(y)(1/\mu )[(1+\mu )^{|y|}-1]~~~~-1\leqslant y\leqslant 1}